# Csuangológia
A csuangológia (csuang nyelv: cang’yoz; egyszerűsített kínai: 壮学; hagyományos kínai: 壯學;  pinyin: zhuàngxué) az antropológia és az ókortudomány egy ága, a csuangák történelmének, nyelvének, irodalmának, vallásának és művészetének tanulmányozása.
Huang Hszien-fan évtizedeken át jelentős szerepet játszott Csuanga társadalmi és művelődési életében. Eredményei alapján írta meg a Csuanga Története c. művet, amely 1957-ben jelent meg. Ez nagy lendületet adott a csuangológia fejlődésének, ezért őt tekintik az csuangológia megalapítójának.